# Joseph Sunder
Joseph Sunder (* 18. Mai 1989 in Jeannette, Pennsylvania) ist ein US-amerikanischer Volleyballspieler.

## Karriere
Sunder begann seine Karriere an der Hempfield Area High School. 2008 begann er sein Studium an der Pennsylvania State University und spielte im Team der Universität. Mit der Junioren-Nationalmannschaft der USA erreichte der Außenangreifer bei der NORCECA-Meisterschaft 2008 in San Salvador den dritten Rang. Im folgenden Jahr nahm er mit dem Junioren-Team an der Weltmeisterschaft in Pune teil, bei der die USA auf den achten Platz kamen. Nach seiner Karriere an der Penn State ging Sunder nach Europa und spielte für Unicef Bratislava. Mit dem slowakischen Verein gewann er 2013 das nationale Double aus Meisterschaft und Pokal; außerdem spielte Bratislava international im Challenge Cup. Anschließend wurde Sunder vom deutschen Bundesligisten TV Bühl verpflichtet. 2014 wechselte er nach Italien zu Sir Safety Perugia und 2015 nach Puerto Rico zu Plataneros de Corozal. 2016 ging es zu Galatasaray Istanbul.